# Jedinstvo Užice (volley-ball féminin)
Jedinstvo Užice est un club serbe de volley-ball fondé en 1968 et basé à Užice, évoluant pour la saison 2020-2021 en Prva Liga.

## Palmarès
- Championnat de Serbie-et-Monténégro (9)
  - Vainqueur : 1994, 1995, 1996, 1997, 1998, 1999, 2000, 2001, 2005.
  - Finaliste : 2003, 2004, 2006.
- Coupe de Serbie-et-Monténégro (8)
  - Vainqueur : 1993, 1994, 1996, 1997, 1998, 1999, 2000, 2003.
  - Finaliste : 1992, 1995, 2001, 2002.
- Championnat de Serbie
  - Finaliste : 2007.
- Top Teams Cup
  - Finaliste : 2002

## Effectifs

### Saison 2020-2021
| No                           | Nom                          | Date de naissance            | Taille                         | Poids                          | Poste                          |
| ---------------------------- | ---------------------------- | ---------------------------- | ------------------------------ | ------------------------------ | ------------------------------ |
| 1                            | Milica Zivanović             | 4 mars 2001                  | 183                            |                                | Centrale                       |
| 2                            | Ivana Vukotić                | 3 juillet 2001               | 187                            |                                | Attaquante                     |
| 4                            | Tijana Blagojević            | 15 mars 2002                 | 175                            |                                | Réceptionneuse-attaquante      |
| 7                            | Milica Kovačević             | 5 mars 2001                  | 175                            |                                | Réceptionneuse-attaquante      |
| 9                            | Andjela Babić                | 12 juillet 2001              | 183                            |                                | Centrale                       |
| 10                           | Helena Vuković               | 27 août 2004                 | 178                            |                                | Passeuse                       |
| 11                           | Bojana Faćol                 | 6 juillet 1993               | 179                            | 65                             | Passeuse                       |
| 15                           | Sofi Čitaković               | 17 octobre 2003              | 178                            |                                | Centrale                       |
| 18                           | Anđela Stanković             | 11 janvier 2005              | 184                            |                                | Attaquante                     |
| 20                           | Isidora Mandić               | 21 avril 2002                | 162                            |                                | Libero                         |
| 23                           | Sonja Simić                  | 8 mars 2004                  | 187                            |                                | Réceptionneuse-attaquante      |
|                              |                              |                              |                                |                                |                                |
| Encadrement technique        | Encadrement technique        |                              | Légende                        | Légende                        | Légende                        |
| Entraîneur : Milan Milošević | Entraîneur : Milan Milošević | Entraîneur : Milan Milošević | : Capitaine                    | : Capitaine                    | : Capitaine                    |
| Entraîneur(s) adjoint(s) :   | Entraîneur(s) adjoint(s) :   | Entraîneur(s) adjoint(s) :   | : Joueuse blessée actuellement | : Joueuse blessée actuellement | : Joueuse blessée actuellement |